# Yevhen Orlov
Yevhen Orlov (né le 30 janvier 1989 à Kryvyï Rih) est un lutteur gréco-romain ukrainien.

## Palmarès

### Jeux olympiques
- 18e aux Jeux olympiques d'été de 2012 à Londres

### Championnats d'Europe
- Médaille d'argent en catégorie des moins de 120 kg en 2013 à Tbilissi (Géorgie)
- Médaille de bronze en catégorie des moins de 120 kg en 2012 à Belgrade